# Sonja Kristina
Sonja Kristina, nome d'arte di Sonia Christina Shaw, (Brentwood, 14 aprile 1949) è una cantante britannica, nota per essere stata leader del gruppo Curved Air.

## Biografia
Nata a Brentwood, figlia di un criminologo e nipote dell'attrice svedese Gerda Lundequist, raggiunse la notorietà nel 1968 unendosi al gruppo degli Strawbs. L'esperienza durò soltanto due anni, in quanto nel 1970 il leader e chitarrista della band Dave Cousins decise di appropriarsi anche del ruolo di cantante. Nello stesso anno Sonja ebbe però modo di entrare nei Curved Air.
I Curved Air hanno cambiato formazione nel cordo degli anni, con Kristina unico elemento stabile. Dal 2008 la cantante ha preso parte anche a una serie di concerti di reunion della band.

## Discografia

### Solista
- Sonja Kristina, 1980
- Harmonics of Love, 1995
- Cri de Coeur, 2003
- Heavy Petal, 2005

### Con Curved Air
- Air Conditioning (1970)
- Second Album (1971)
- Phantasmagoria (1972)
- Air Cut (1973)
- Midnight Wire (1975)
- Airborne (1976)
- Lovechild (1990)
- Reborn (2008)
- North Star (2014)

### Con Strawbs
- Dragonfly, 1970